# 안개 (1980년 영화)
《안개》(영어: The Fog)는 미국에서 제작된 존 카펜터 감독의 1980년 초자연 공포 영화이다. 에이드리엔 바보, 톰 앳킨스, 제이미 리 커티스, 핼 홀브룩, 재닛 리 등이 출연하였고, 데브라 힐 등이 제작에 참여하였다.
개봉 당시 평론가들로부터 엇갈린 평을 받았으나 박스 오피스에서 성공하였다. 이후로 컬트 클래식이 되었다.
2005년에 리메이크 영화 《더 포그》가 만들어졌다.

## 출연
- 에이드리엔 바보 - 스티비 웨인 역
- 톰 앳킨스 - 니컬러스 "닉" 캐슬 역
- 제이미 리 커티스 - 엘리자베스 솔리 역
- 핼 홀브룩 - 패트릭 멀론 신부 역
- 재닛 리 - 캐시 윌리엄스 역
- 낸시 루미스 - 샌디 퍼델 역
- 타이 미첼 - 앤드루 "앤디" 웨인 역
- 찰스 사이퍼스 - 댄 오배넌, 일기 예보관 역
- 제임스 캐닝 - 딕 백스터 역
- 존 하우스먼 - 메이컨 씨 역
- 존 카펜터 - 베넷 트레이머 역 (크레디트 미기재)

## 제작
1738년 프린세스 오거스타호(Princess Augusta) 난파를 연상시키는 해상 사고가 묘사되었다. 이 사고는 존 그린리프 휘티어가 1867년에 디 애틀랜틱에 발표한 시 "The Wreck of the Palatine"에서 묘사하면서 유명해졌으며, 휘티어가 해당 시에서 배 이름을 팰퍼타인으로 변경함에 따라 사고 이후 목격되고 있다고 얘기되는 유령선은 팰퍼타인 라이트(Palatine Light)로 불리게 되었다.
영화 감독 토미 리 월리스가 유령 역으로 출연하였다.

## 기타 제작진
- 협력 제작: 배리 버나디, 페기 브러트먼
- 미술: 토미 리 월리스